# Konrad Fiedler
Konrad Fiedler (Öderan, 23 settembre 1841 – Monaco, 3 giugno 1895) è stato uno storico dell'arte e teorico dell'arte tedesco.

## Biografia
Fiedler nacque a Öderan, nei pressi di Dresda, da una facoltosa famiglia ebrea. Compì gli studi scolastici a Lipsia, dove la famiglia si era trasferita dal 1846 e dove suo padre, industriale ormai ritiratosi a vita privata, morì nel 1854. Dopo aver concluso gli studi in giurisprudenza e aver lavorato per qualche tempo presso un avvocato, Fiedler decise di rinunciare alla carriera giuridica e si dedicò a una serie di viaggi in Europa e in Medio Oriente, come voleva la tradizione del Grand Tour.

Proprio durante uno di questi viaggi, a Roma tra il 1866 e il 1867, Fiedler conobbe lo scultore Adolf von Hildebrand e il pittore Hans von Marées con i quali strinse una duratura amicizia, che contribuì inoltre a una reciproca fecondazione di idee. L'Italia rimase una meta di viaggio costante per Fiedler, il quale acquistò anche una casa nel parco della villa di Hildebrand, nei pressi di Firenze. Proprio la residenza di Hildebrand era in quegli anni uno dei salotti più frequentati da intellettuali e artisti, quali Anselm Feuerbach e Arnold Böcklin.

Nel 1876 Fiedler sposò Mary Meyer, trasferendosi con lei a Berlino, e in seguito in Baviera. È in questi anni che la sua attività di critico e teorico si fa più vivace, con la stesura di vari saggi e articoli. Proprio a Monaco, nel 1895, morì in circostanze poco chiare in seguito alla caduta da una finestra.

## Pensiero
L'intento principale del lavoro di Fiedler fu di costruire una specifica teoria dell'arte figurativa che fosse indipendente dalle affermazioni di tipo valutativo ed epistemologico in ambito artistico da parte di altre discipline, quali l'estetica, la storia dell'arte, l'iconografia e l'antropologia. Dunque si trattava di sgomberare il campo da precedenti teorie non strettamente pertinenti all'arte, per assegnare a quest'ultima un proprio campo disciplinare autonomo.

Fiedler trovò le basi della sua teoria nell'atto del vedere. Soltanto svincolando la percezione visiva dal supporto del linguaggio e del pensiero, e assegnandole una propria autonomia di giudizio, di conoscenza e significazione, sarebbe stato possibile studiare l'arte con i mezzi che le sono propri. Infatti l'arte figurativa, secondo Fiedler, è l'attività con cui si producono forme interpretabili e giudicabili esclusivamente nel campo della percezione visiva.

Questa specifica teoria estetica, che trova riscontri anche nella produzione artistica e teorica di Hildebrand e Marées, fu definita a posteriori da Benedetto Croce della "pura visibilità" ed ebbe grande influenza su buona parte della critica d'arte a cavallo tra Ottocento e Novecento, in particolare su Alois Riegl.

## Opere principali
- 1876, Sulla valutazione delle opere d'arte figurativa (Über die Beurteilung von Werken der bildenden Kunst)
- 1887, Sull'origine dell'attività artistica (Über den Ursprung der künstlerischen Tätigkeit)
- 1889, Hans von Marées